# Eiderski prekop
Eiderski prekop (imenovan tudi Schleswiško-Holsteinski prekop) je bil umetna vodna pot na južnem Danskem (kasneje v severni Nemčiji), ki je povezovala Severno morje z Baltskim morjem prek rek Eider in Levensau. Eiderski prekop, zgrajen med letoma 1777 in 1784, je bil zgrajen, da bi ustvaril pot za ladje, ki vstopajo v Baltik in iz njega izstopajo, in je bila krajša in manj izpostavljena nevihtam kot plovba okoli polotoka Jutland. V 1880-ih je bil prekop nadomeščen s povečanim Kielskim prekopom, ki vključuje nekaj vodnih tokov Eiderskega prekopa.

## Imena
Vodni tok prekopa je sledil meji med vojvodinama Schleswig in Holstein in je bil od izgradnje znan kot Schleswig-Holstein Canal. Po prvi vojni v Schleswigu je danska vlada vodno pot preimenovala v Eider Canal, da bi se uprla nemški nacionalistični zamisli o Schleswig-Holsteinu kot eni politični entiteti; toda ko je regija po drugi schleswiški vojni prešla pod pruski nadzor, se je ime vrnilo v Schleswig-Holstein Canal. V sodobnem zgodovinopisju se prekop omenja z obema imenoma.

## Zgodovina
Že leta 1571 je vojvoda Adolf I. Holstein-Gottorpski predlagal izgradnjo umetne vodne poti čez Schleswig in Holstein, tako da bi vzhodni ovinek reke Eider povezal z Baltskim morjem, da bi konkuriral bližnjemu prekopu Stecknitz za trgovski promet. V tistem času je bil vojvoda Holstein-Gottorpski vazal Kraljevine Danske, vendar so bili vojvode Schleswiga in Holsteina večni sovražniki svojih danskih suzerenov, politična razdrobljenost regije in nenehni konflikt glede njene zakonite vladavine pa sta predstavljala nepremostljivo oviro za tako velik projekt. Možnost prekopa se je ponovno pojavila v 16. stoletju pod kraljem Kristijanom IV. in vojvodo Friderikom III.
Po vključitvi Holsteina pod dansko krono s pogodbo iz Carskega sela leta 1773 so geopolitične razmere končno dovolile gradnjo in delovanje prekopa. Pregledovanje in načrtovanje prekopa sta se začela leta 1773, predhodni načrt za prekop pa je bil predlagan februarja 1774. 14. aprila 1774 je danski kralj Kristijan VII. izdal ukaz kabineta o ustanovitvi komisije za prekop, ki naj bi nadzorovala gradnjo, pod vodstvom Heinricha Carla von Schimmelmann.

### Gradnja
Priprave za gradnjo so se začele leta 1776 s poglabljanjem spodnjega toka reke Eider med Friedrichstadtom in Rendsburgom. Umetni prekop je bil nato izkopan in opremljen z zapornicami, ki so omogočile ladjam, da prečkajo drenažno ločnico polotoka in se spustijo do Kieler Förde na baltski obali. Gradnja umetnega odseka, na koncu dolgega 34 kilometrov, se je začela julija 1777 v Holtenauu na baltski obali severno od Kiela in nadaljevala do Knoopa do naslednje jeseni. Ta del je delno sledil reki Levensau, ki se je izlila v Kieler Förde. Odsek od Knoopa do Rathmannsdorfa je bil zgrajen med letoma 1778 in 1779, najvišji segment (povezava z jezerom Flemhuder See) pa je bil dokončan leta 1780. Končno so vzdolž zgornjega naravnega toka Eiderja, ki se začne pri Rendsburgu, namestili zapornice, da bi dvignili in poglobili reko in naredili njen zgornji tok ploven vse do zahodnega konca prekopa.
Vključno s 130 kilometri reke Eider in 9-kilometrskim odsekom, ki poteka skozi Zgornja jezera Eider pri Rendsburgu, je ladijska pot pokrivala skupno dolžino 173 kilometrov. Med Baltikom in zgornjim Eiderjem je bila višinska razlika približno 7 metrov, kar je zahtevalo gradnjo šestih zapornic, ki so bile v Rendsburgu, Kluvensieku, Königsfördeju, Rathmannsdorfu, Knoopu in Holtenau (od zahoda proti vzhodu). Vsa gradbena dela so bila zaključena do jeseni 1784.

### Zamenjava s Kielskim prekopom
Eiderski prekop je kmalu prepeljal precejšnjo količino ladijskega prometa in z desetletji je naraščajoče število in velikost ladij, ki so želele prečkati, obremenila zmogljivost prekopa. Ovinkasti tok reke Eider in potreba po plovbi skozi Frizijske otoke na zahodnem koncu prekopa sta dodatno podaljšala čas potovanja, ugrezi vojnih ladij iz poznega 19. stoletja pa so onemogočali uporabo prekopa. Leta 1866 je druga schleswiška vojna povzročila, da je Schleswig - Holstein postal del Prusije, po kateri je nemška vlada preučila številne možnosti za obnovo ali zamenjavo prekopa, da bi izboljšala komercialni in vojaški dostop do Baltika.
Leta 1887 je cesar Viljem I. Nemški otvoril gradnjo novega prekopa skozi Schleswig - Holstein, imenovanega Kielski prekop. Čeprav je zahodni konec novega prekopa južneje (ob izlivu Labe), je bil velik del vodotoka Eiderskega prekopa ponovno uporabljen za novo vodno pot. Številne odseke so poglobili, nekatere pa zravnali in tako odrezali ovinke, ki še vedno obstajajo kot jezera. Nov prekop je leta 1895 odprl cesar Viljem II. Nemški

## Pakirnice
Leta 1783 so bila v okviru razvoja prekopa ob vodotoku zgrajena tri skladišča (v nemščini imenovana »pakirnice«): eno pri zapornici Kiel-Holtenau, eno pri zapornici Rendsburg in eno v pristaniškem območju Tönninga. Te strukture so omogočale skladiščenje in ravnanje z razsutim blagom, ki je šlo skozi prekop, kot so volna, žita, kava in sol. Vse tri pakirnice so zidane na leseni konstrukciji, s tremi polnimi nadstropji in mansardo. Pakirni hiši v Holtenauu in Tönningu sta primerljivi po velikosti, vsaka s približno 4000 kvadratnimi metri površine; pakirnica Rendsburg je bistveno manjša od drugih dveh.

## Potek prekopa
Vzhodni konec prekopa je bil v Kieler Förde ob izlivu reke Levensau. Prekop je potekal proti zahodu v naravni strugi majhne reke do prve zapornice ob pakirni hiši Holtenau in naprej do druge ob Gutu Knoopu. Na obeh lokacijah so že obstajali mostovi čez Levensau. Nato se je prekop na kratki razdalji ločil od Levensaua in je potekal severozahodno od Achtstückenberga do tretje zapornice pri Rathmannsdorfu, kjer je prekop dosegel največjo višino 7 metrov nad morsko gladino. Odsek prekopa od Knoopa do zapornice Rathmannsdorf je ohranjen, ostanki zapornic še vedno stojijo. Zahodno od Rathmannsdorfa se je prekop ponovno združil s strugo reke Levensau in ji sledil proti zahodu, dokler se ni povezal z jezerom Flemhuder See, ki je zagotavljalo rezervoar vode za delovanje najbolj dvignjenega dela prekopa.
Od Flemhuder See se je prekop nadaljeval proti zahodu južno od Gut Rosenkranz, dokler ni prišel do četrte zapornice pri Klein Königsförde. Od tam je sledil dolg odsek Eiderja, majhen ovinek proti severu od Königsförde do Grünhorsta in nato ovinek proti jugu na Sehestedt do pete zapornice pri Kluvensieku. Odsek od Klein Königsförde prek Kluvensieka do Hohenfelde je še danes ohranjen, skupaj z ostanki sistema zapornic. Od tod je prekop sledil naravni strugi reke Eider, ki je tekla mimo Schirnaua, Lehmbeka in Borgstedta, preden je končno prišla do Rendsburga, kjer je stala šesta in zadnja zapornica, skupaj z drugo pakirnico. Od Rendsburga je vodna pot sledila naravni reki Eider do njenega sotočja s Severnim morjem pri Tönningu, kjer je bila zgrajena tretja pakirnica.

### Specifikacije
Umetni prekop je imel dolžino 34 kilometrov, širino vodne gladine 28,7 metra, širino dna 18 metrov in globino 3,45 metra, vodni prerez 83 kvadratnih metrov. Ladje z dolžino do 28,7 metra, širino 7,5 metrov , ugrezom 2,7 metra in izpodrivom 140 ton so lahko plule skozi prekop. Prehod skozi prekop in vzdolž Eiderja je trajal tri dni ali več; v neugodnem vetru so po spremljevalnih vlečnih poteh ladje vlekli konji. V več kot sto letih delovanja je prekop prečkalo približno 300.000 ladij.

## Ohranjanje
Pomembni deli nekdanjega Eiderskega prekopa, skupaj s štirimi njegovimi zapornicami, so zdaj v zavarovanih območjih kot pomembni elementi zgodovinske in kulturne krajine v Schleswig-Holsteinu. Zapornica Holtenau, zapornica Rathmannsdorf avtorja Altenholza, zapornica Klein Königsförde v Krummwischu in zapornica Kluvensiek v Bovenauu (skupaj z dvižnim mostom) so danes pod varstvom kulturnega spomenika. Dela starega prekopa v Bovenauu in Altenholzu so bila označena kot območji ohranjanja krajine.